# Andy Serkis
Andrew C. G. "Andy" Serkis (født 20. april 1964) er en engelsk skuespiller, instruktør og forfatter. Andy Serkis er nok bedst kendt for sin prisvindende rolle som Gollum i Ringenes Herre-filmene.

## Udvalgt filmografi
- Prinsen af Jylland (1994)
- Ringenes Herre - Eventyret om Ringen (2001)
- Ringenes Herre - De To Tårne (2002)
- Ringenes Herre - Kongen Vender Tilbage (2003)
- 13 snart 30 (2004)
- King Kong (2005)
- Stormbreaker (2006)
- The Prestige (2006)
- Skyllet væk (2006)
- Inkheart (2008)
- Abernes Planet: Oprindelsen (2011)
- Hobbitten: En uventet rejse (2012)
- Abernes Planet: Revolutionen (2014)
- Star Wars: Episode VII: The Force Awakens (2015)
- Star Wars: Episode VIII: The Last Jedi (2017)
- Black panther (2018)
- Star Wars: Episode IX: (TBA), (2019)
- Venom: Let There Be Carnage (2021)